# Microstola ammoscia
Microstola ammoscia là một loài bướm đêm thuộc phân họ Arctiinae, họ Erebidae.